# (17494) Antaviana
(17494) Antaviana est un astéroïde de la ceinture principale.

## Description
(17494) Antaviana est un astéroïde de la ceinture principale. Il fut découvert le 11 janvier 1992 à Mérida par Orlando A. Naranjo Villarroel. Il présente une orbite caractérisée par un demi-grand axe de 2,80 UA, une excentricité de 0,20 et une inclinaison de 14,8° par rapport à l'écliptique.

## Compléments